# Единичный куб
Единичный куб — куб, ребром которого является единичный отрезок, соответственно, гранью — единичный квадрат. В прямоугольной координатной системе обычно предполагается, чтобы одна вершина находилась в начале координат, все рёбра были параллельны координатным осям и весь куб находился в первом октанте, то есть, чтобы координаты вершин были:
{\displaystyle (0;0;0),(1;0;0),(1;1;0),(1;1;1),(0;1;1),(0;1;0),(0;0;1),(1;0;1)}.

Единичный куб

Объём единичного куба — 1, площадь поверхности — 6, длина длиннейшей диагонали — {\displaystyle {\sqrt {3}}}.
Единичный гиперкуб (единичный {\displaystyle n}-куб) — {\displaystyle n}-мерное обобщение единичного куба, гиперкуб с рёбрами длины 1, и (при упоминании в контексте прямоугольной системы координат) лежащий {\displaystyle n} рёбрами на координатных осях, одной из вершин находящийся в начале координат и находящийся в первом ортанте. Гиперобъём {\displaystyle n}-мерного гиперкуба — 1, гиперплощадь поверхности — {\displaystyle 2\cdot n}, самая длинная диагональ имеет длину {\displaystyle {\sqrt {n}}}.
Определить единичный {\displaystyle n}-куб можно как декартово произведение единичных отрезков:
{\displaystyle [0,1]^{n}=[0,1]\times [0,1]\times [0,1]\times \dots \times [0,1]}.
Бесконечномерные обобщения единичного гиперкуба — гильбертов кирпич, определяемый как произведение счётного числа единичных отрезков, и ещё более общий тихоновский куб, являющийся произведением единичных отрезков, индексированных произвольным (возможно, несчётным) множеством.